# ندية رأس الرجاء
نديّة رأس الرجاء أو ندى الشمس (الاسم العلمي: Drosera capensis) (بالإنجليزية: sundew)‏ هي نوع من النباتات تتبع جنس الندية من الفصيلة الندوية. وتعرف أيضاً باسم سنديو الأخضر أو كيب سنديو. وهي نبات من آكلة اللحوم قوية ودائمة الخضرة ومن الأنواع المعمرة، متفاوتة الطول، يبلغ طولها عادة حوالي 150 ملم، تزين أوراق نبات ندى الشمس قطر الندى اللامعة اللاصقة وذلك لتحريضية الحشرات إلى الوقوف عليها مما يعني أفتراسها.

## الوصف
نبات ندى الشمس من النباتات المعمرة، وهو نبات عشبي مستطيل الأوراق توجد على رؤوسها سائل مخاط لزج يفرز لصيد الفريسة، تزهر النباتات في كانون الأول / يناير.

## التسمية
سمي نبات ندى الشمس لظهور سائل شبيه جداً بالندى الذي يظهر صباحاً على أوراق الأشجار ويجذب الحشرات، وارتبط الاسم بالشمس وذلك لأنه يلمع في الشمس ويضيء في خلال سقوط أشعة الشمس عليه.

## صيد الفريسة
تتمكن ندى الشمس من صيد فرائسها بطريقة رائعة ومثيرة تتميز بالإبهار من خلال إفراز رائحة تجذب الفريسة للوقوع على أوراقها اللزجة، وعند وقوع الفريسة في الفخ ترسل إشارات إلى الورقة تخبرها بوقوع فريسة عليها ولا يمضي إلا وقت قصير حتى تقوم الورقة بلف الفريسة بأكملها، ثم تقوم بإفرازات تحلل الحيوان الفريسة وتحوله إلى غذاء لنبات ندى الشمس.

## التوزيع الجغرافي
موطنها الأصلي هو كيب تاون في جنوب أفريقيا، ويمكن العثور عليها في الأهوار وعلى طول مجاري المياه وفي المناطق الرطبة.

## الاستخدامات
نجح استخدام نبات ندى الشمس بالإضافة إلى نبات صائد الذباب تجارياً حيث يمكن أستدامها في المنازل مقابل النوافذ لصد الحشرات من دخول المنزل.

## اقرأ أيضا
- نابط إبريقي لاحم

## وصلات خارجية
- يوتيوب فيديو يظهر طريقة افتراس نبات ندى الشمس للحشرات على يوتيوب